# Aeroporto Internacional de Roma
O Aeroporto Internacional de Roma - Leonardo da Vinci, também conhecido como Aeroporto Fiumicino, é o mais movimentado aeroporto da Itália, com um movimento de mais de 36 milhões passageiros em 2010, servindo também a Cidade do Vaticano.  Está localizado em Fiumicino, a 35 quilômetros do Centro Histórico de Roma.
Em 2008 foi o 25ª aeroporto com maior número de passageiros do mundo. É o hub da ITA Airways.
O aeroporto tem o nome do gênio renascentista italiano Leonardo da Vinci, que foi o primeiro a projetar um helicóptero e uma máquina voadora com asas.

## História
O aeroporto foi oficialmente aberto em 15 de janeiro de 1961 com duas pistas substituindo o pequeno aeroporto de Ciampino como o principal aeroporto de Roma. A Alitalia durante a década de 60 realizou pesados investimentos no aeroporto, com a construção de hangares e centros de manutenção, ao mesmo tempo que uma terceira pista (16L/34R) foi incorporada as instações do aeroporto.
Quatro pistas estão no momento em operação no aeroporto: 16L/34R e 16R/34L (separadas por uma distancia de 4,000 metros), 16C/34C (próxima a 16L/34R), e a  07/25, utilizada em condições meteorológicas (ventos) desfavoráveis.

## Acesso ao aeroporto
O Leonardo da Vinci está a cerca de 35 km do centro histórico de Roma. O principal acesso rodoviário ao aeroporto é a A91 Roma-Fiumicino.
O acesso ferroviário é feito pela linha Leonardo Express disponível no terminal, operada pela Trenitalia. A viagem, sem paradas, dura 30 minutos até a Estação Termini, principal estação ferroviária de Roma, com um trem a cada meia hora. A cada 15 minutos há uma frequência que para em todas as estações da linha.

## Incidentes e Acidentes
- Entre as décadas de 60 e 80 o aeroporto presenciou dois sequestros de aeronaves além de ser palco de atentados terroristas e ponto de partida de um voo com uma bomba a bordo, todos esses incidentes ligados ao conflito entre Israel e Palestina.
- Em 19 de dezembro de 1973 o voo 110 da Pan American World Airways foi atacado por terroristas palestino. 30 passageiros foram mortos quando uma bomba de fósforo foi jogada a bordo da aeronave quando ela estava se preparando para decolar.
- Em 27 de dezembro de 1985 terroristas palestinos atiram na multidão presente ao terminal matando 16 e ferindo outros 99 no episódio conhecido como Atentados aos aeropostos de Roma e Viena.
- Em 2 de Abril de 1986 uma bomba explodiu no voo 840 da TWA que ia de Fiumicino para o Aeroporto Internacional de Elinikon em Atenas matando 4 pessoas a bordo. A aeronave consegui aterrissar com segurança.
- Em 17 de outubro de 1987,o voo 775 da Uganda Airlines que ia do Aeroporto de Gatwick em Londres, Inglaterra, para o Aeroporto Internacional de Entebbe em Entebbe, Uganda via Fiumicino se acidentou próximo a pista após duas aproximações fracassadas matando 26 dos 45 passageiros e todos os 7 tripulantes.

## Terminais e destinos

### Terminal 1

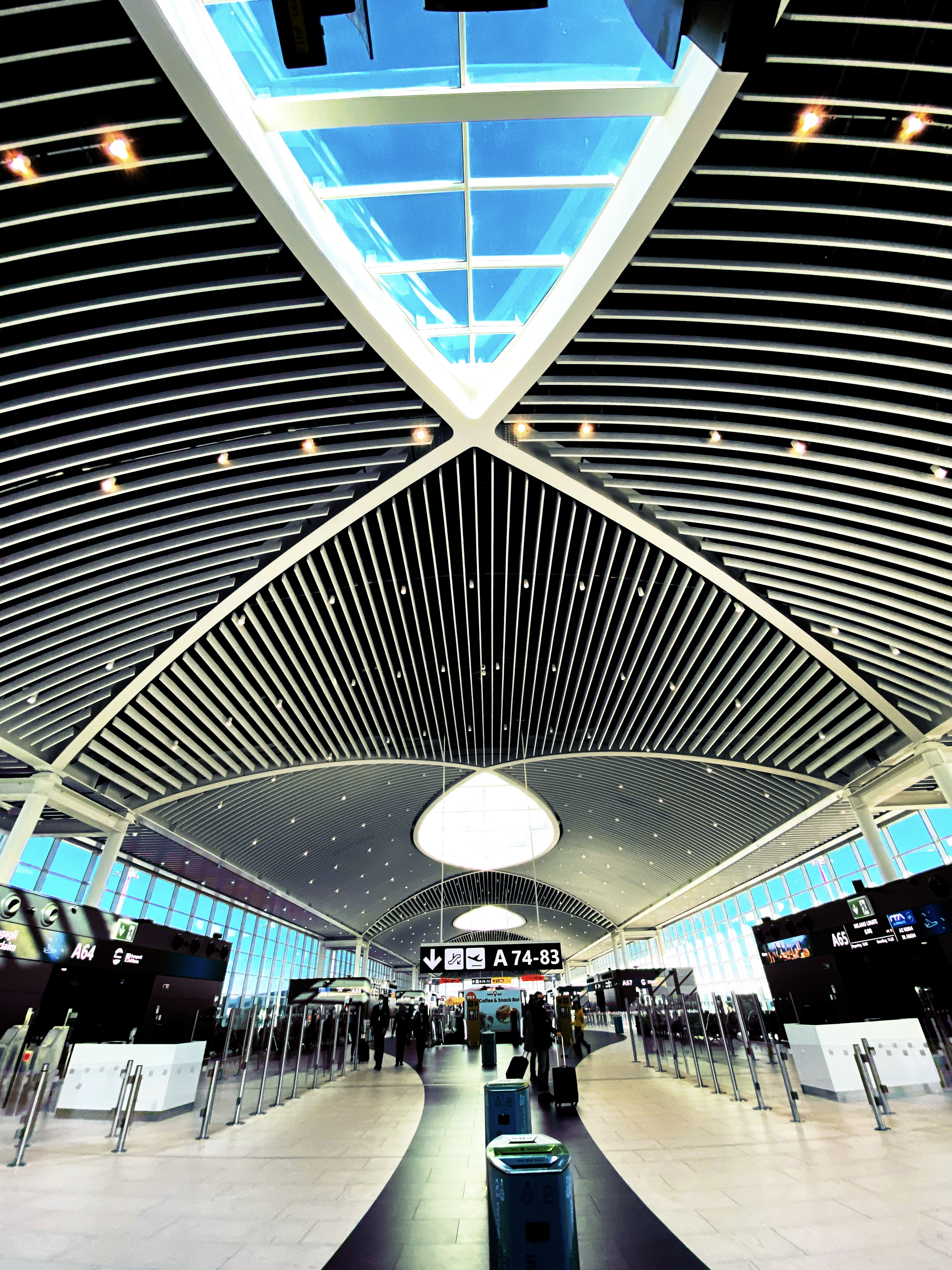
Terminal 1

| Companhias                           | Destinos |
| ------------------------------------ | --- |
| Air France                           | Paris |
| Air France operado pela Brit Air     | Lyon |
| Air France operado pela CCM Airlines | Marselha |
| Air France operado pela HOP!         | Bordeaux, Toulouse |
| ITA Airways                          | Amsterdam, Ancona, Atenas, Barcelona, Bari, Berlim, Bologna, Brindisi, Bruxelas, Cagliari, Catania, Florença, Frankfurt, Genebra, Gênova, Lamezia Terme, Madri, Málaga, Malta, Milão, Munique, Napoles, Nice, Palermo, Paris, Reggio Calabria, Turim, Valência, Varsóvia, Veneza |
| ITA Airways                          | Alghero, Bari, Bologna, Brindisi, Budapeste, Cagliari, Crotone, Frankfurt, Gênova, Lamezia Terme, Milão, Munique, Napoles, Nice, Palermo, Pantelária, Paris, Pisa, Tessalônica, Trieste, Turim, Verona, Viena                                                                    |
| KLM                                  | Amsterdã |
| Meridiana                            | Cagliari, Olbia, Turim, Verona |

### Terminal 2
| Companhias  | Destinos |
| ----------- | --- |
| Blu-express | Brindisi, Catânia, Gênova, Ibiza, Istambul, Lampedusa, Míconos, Nice, Palermo, Pantelleria, Turim                               |
| easyJet     | Amsterdam, Atenas, Bari, Basel, Düsseldorf, Genebra, Lamezia Terme, Lisboa, Londres, Madri, Malta, Milão, Nice, Palermo, Veneza |
| Wind Jet    | Catânia, Forli, Palermo |

### Terminal 3
| Companhias                     | Destinos |
| ------------------------------ | --- |
| Aegean Airlines                | Atenas, Chania (sazonal), Heraclião (sazonal), Rhodes (sazonal) |
| Aer Lingus                     | Belfast (sazonal), Cork, Dublim |
| Aeroflot                       | Moscou, Rostov do Don |
| Aerolíneas Argentinas          | Buenos Aires |
| Afriqiyah Airways              | Tripoli |
| Air Algérie                    | Argel |
| Air Canada                     | Toronto (sazonal), Montréal (sazonal) |
| Air China                      | Pequim |
| Air Europa                     | Madri |
| Air Italy                      | Asmara, Dubai, Havana, Hurghada, Maceió, Mombasa, Natal, Nosy Be, Sharm el Sheikh, Zanzibar |
| Air Malta                      | Malta, Régio da Calábria |
| Air Moldova                    | Quixinau |
| Air Transat                    | Toronto (sazonal), Montréal (sazonal), Vancouver |
| AirBaltic                      | Riga, Vilnius |
| ITA Airways                    | Argel, Boston, Buenos Aires, Cairo, Londres, Los Angeles, Miami, Nova Iorque, Osaca, Pequim, Rio de Janeiro, São Paulo, São Petersburgo, Sofia, Telavive, Tirana, Tóquio, Tunis                                 |
| Armênia Armavia                | Everã |
| Austrian Airlines              | Viena |
| Armavia                        | Erevã |
| Belavia                        | Minsque |
| Biman Bangladesh Airlines      | Daka |
| Blue Panorama Airlines         | Bancoque, Cancun, Cayo Largo, Cós, Havana, Hurghada, La Romana, Luxor, Malè, Marsa Alam, Míconos, Montego Bay, Palma de Mallorca, Marsa, Phuket, Roatán, Santiago de Cuba, Santorini, Sharm el-Sheikh, Zanzibar |
| Blue Air                       | Bacău, Bucareste, Sibiu |
| British Airways                | Londres |
| Brussels Airlines              | Bruxelas |
| Bulgaria Air                   | Sofia |
| Carpatair                      | Timişoara |
| Cathay Pacific                 | Hong Kong |
| China Airlines                 | Deli, Taipei |
| Cimber Sterling                | Billund, Copenhague |
| City                           | Gotemburgo |
| Croatia Airlines               | Dubrovnik, Split, Zagrebe |
| Cyprus Airways                 | Larnaca, Milão |
| Czech Airlines                 | Praga |
| EgyptAir                       | Cairo, Luxor, Sharm el-Sheikh |
| Emirates Airlines              | Dubai |
| Eritrean Airlines              | Asmara |
| Ethiopian Airlines             | Addis Ababa |
| Finnair                        | Helsinque |
| Flyglobespan                   | Edimburgo |
| Germanwings                    | Colônia, Hanôver, Estugarda |
| Iberia                         | Madri, Ibiza |
| Japan Airlines                 | Tóquio |
| Jet2.com                       | Leeds, Manchester |
| Korean Air                     | Seul |
| Kuwait Airways                 | Kuwait, Paris |
| Libyan Airlines                | Benghazi, Trípoli |
| LOT Polish Airlines            | Cracóvia, Varsóvia |
| Lufthansa                      | Frankfurt, Munique, Düsseldorf |
| Luxair                         | Luxemburgo |
| Malaysia Airlines              | Kuala Lumpur |
| Middle East Airlines           | Beirute |
| Montenegro Airlines            | Podgorica, Tivat |
| Neos                           | Cancun, Chania, Cós, Dubai, La Romana, Mersa Matruh, Malè, Mombasa, Porto Santo, Ras-al-Khaimah, Sal, Tel Aviv, Zanzibar                                                                                        |
| Norwegian Air Shuttle          | Copenhague, Oslo, Estocolmo, Varsóvia |
| Qatar Airways                  | Doha |
| Royal Air Maroc                | Casablanca |
| Royal Jordanian                | Amman |
| Rossiya                        | São Petersburgo |
| Saudi Arabian Airlines         | Jidá, Paris, Riad |
| SAS                            | Copenhague, Oslo, Estocolmo |
| Singapore Airlines             | Singapura |
| Smart Wings                    | Praga |
| SriLankan Airlines             | Colombo |
| Swiss                          | Zurique, Genebra |
| Syrian Arab Airlines           | Alepo, Damasco |
| TACV                           | Sal |
| TAP Portugal                   | Lisboa, Porto |
| TAROM                          | Bucareste |
| Thai Airways International     | Bangkok |
| Transavia                      | Copenhague, Roterdã |
| Tunisair                       | Djerba, Monastir, Tabarka, Túnis |
| Turkish Airlines               | Istambul (Atatürk) |
| Ukraine International Airlines | Kiev, Lviv |
| Uzbekistan Airways             | Tashkent |
| TAM Linhas Aéreas              | São Paulo (Guarulhos) |
| Vueling Airlines               | Barcelona, Ibiza, Madri, Málaga, Paris , Sevilha |
| Wizz Air                       | Bratislava, Budapeste, Cluj-Napoca, Gdańsk, Poznań, Praga, Sófia, Timişoara, Varsóvia |
| Yemenia                        | Sana |

### Terminal 5
| Companhias           | Destinos                              |
| -------------------- | ------------------------------------- |
| American Airlines    | Nova York, Chicago (sazonal)          |
| Continental Airlines | Newark                                |
| Delta Air Lines      | Atlanta, Detroit (sazonal), Nova York |
| El Al                | Tel Aviv                              |
| United Airlines      | Chicago (sazonal), Washington, D.C.   |
| US Airways           | Charlotte, Filadélfia                 |